# Grottkantlav
Grottkantlav (Lecanora cavicola) är en lavart som beskrevs av Creveld. Grottkantlav ingår i släktet Lecanora och familjen Lecanoraceae.  Arten är reproducerande i Sverige. Inga underarter finns listade i Catalogue of Life.